# Puente de los Nogales (Córdoba)
El puente de los Nogales es uno de los puentes de origen califal que se construyeron para facilitar el acceso a Medina Azahara, desde la ciudad de Córdoba. Originalmente, la calzada que unía la capital califal con Medina Azahara, con una anchura de entre 4,50 y 6,90 m, atravesaba sobre tres puentes: El del arroyo de Cantarranas, el de los Nogales y el del arroyo Vallehermoso, este último hoy desaparecido.

## Descripción
Situado a unos 4,6 km de Córdoba, en una propiedad privada conocida como cortijo de los Nogales, dispone de tres bóvedas de herradura, la central con luz de 3 m y las laterales de 2 m, apoyadas en pilares de 2,4 m de espesor. Los pilares carecen de tajamares, aunque tienen restos de contrafuertes, aguas arriba.
La bóveda central, presenta un ligero retranqueo, con rehundimiento de la zona cercana al intradós, a modo de arquivolta. Puentes de la época, como el de Alcántara, poseen tipología parecida. Actualmente, dado su estado ruinoso, carece de uso.